# Кожевников Сергій Миколайович
Сергій Миколайович Кожевников (23 вересня 1906, Катеринослав — 29 вересня 1988) — український радянський вчений у галузі механіки, член-кореспондент АН УРСР (з 1951 року).

## Біографія
Народився 23 вересня 1906 року в Катеринославі у сім'ї робітника — токаря Брянського металургійного комбінату. В 1922 році закінчив Катеринославську класичну гімназію, перетворену в 1918 році в єдину трудову школу і до 1925 року навчався на слюсаря в фабрично-заводському училищі при Дніпропетровському металургійному заводі.
В 1925 році отримав путівку в Москву в робітфак, після закінчення якого вступив в Індустріально-педагогічний інститут імені Карла Лібкнехта на фізико-технічне відділення по механіко-математичній спеціальності. Блискуче закінчив навчання в 1930 році і був залишений на кафедрі технічної механіки, якою керував професор Г. Е. Проктор. До 1934 року був аспірантом кафедри технічної механіки, асистентом, керівником лабораторії кафедри деталей машин і опору матеріалів цього інституту. За сумісництвом, у 1932–1937 роках, був співробітником Московського науково-дослідного інституту металорізальних верстатів.
З 1934 по 1943 рік працював в Московському авіаційному інституті. У 1937 році йому, без захисту дисертації, було присуджено вчений ступінь кандидата технічних наук, а в 1940 році успішно захистив докторську дисертацію в МВТУ імені Баумана.
З 1944 року працював в Дніпропетровську, де зайняв кафедру теорії механізмів і деталей машин Дніпропетровського металургійного інституту. У 1951 році був обраний членом-кореспондентом АН УРСР і з 1953 року, паралельно з роботою в металургійному інституті, в Інституті чорної металургії АН УРСР у Дніпропетровську завідував відділом автоматизації, який тоді перебував у стадії організації. В 1953–1957 роках обирався депутатом Дніпропетровської міськради.
З 1955 по 1960 рік очолював кафедру «Деталі машин» Дніпропетровського інституту інженерів залізничного транспорту нині Український державний університет науки і технологій.
У 1962 році переїхав до Києва, де завідував кафедрою теорії механізмів
і машин в Київському інституті інженерів цивільної авіації. У в 1967–1977 роках працював в Українській сільськогосподарській академії, з 1970 року також завідував Сектором механіки машин Інституту механіки АН Української РСР.

Могила Сергія Кожевникова

Помер 29 вересня 1988 року. Похований в Києві на Байковому кладовищі (ділянка № 52а).

## Наукова діяльність
Основні роботи відносяться до кінематики і динаміки механізмів. Досліджував питання механізації та автоматизації металургійного виробництва, теорії машин легкої промисловості, сільськогосподарських машин. Ряд робіт присвячений синтезу епіциклічних передач, теорії кулачкових і просторових механізмів, динаміці машин з урахуванням пружності ланок. Створив дослідницький напрямок в галузі динаміки перехідних процесів. Розробив методику розрахунку перехідних процесів в пневматичних і гідравлічних системах важких машин. У співавторстві з Я. М. Раскіним і Я. І. Єсипенком створив довідник по механізмам.
Підготував 80 кандидатів і 7 докторів наук; ним опубліковано понад 550 наукових праць, в тому числі 14 монографій. Мав 85 авторських свідоцтв на винаходи, 20 іноземних патентів.

## Відзнаки
Лауреат Державної премії СРСР (за 1968 рік), заслужений діяч науки і техніки УРСР (з 1976 року), нагороджений Почесною грамотою Президії Верховної ради УРСР (1986). Нагороджений двома орденами Трудового Червоного Прапора (1949, 1953), медаллю «За доблесну працю в Великій Вітчизняній війні 1941–1945 рр.» (1946).

## Архівна спадщина вченого
В Інституті архівознавства Національної бібліотеки України ім. В.І. Вернадського знаходиться на збереженні особовий фонд вченого № 290 "Кожевников Сергій Миколайович (23.09.1906–29.09.1988) – член-кореспондент АН УРСР за спеціальністю «механізація металургійного виробництва» (1951)". 
Документи вченого надійшли до Інституту архівознавства НБУВ у липні 1999 року та у червні 2015 року з Інституту механіки ім. С. Тимошенка. Після науково-технічного опрацювання документів фонду сформовано 517 справ, на які складено 3 описи: № 1 «Наукові праці, робочі та зібрані матеріали до них»; № 2 «Документи біографічні, документи з діяльності та фотодокументи»; № 3 «Епістолярна спадщина».
До опису № 1 увійшли наукові праці С. М. Кожевникова за 1933−1985 рр.: це перші науково-популярні статті з серії «Беседы с машиностроителем. Основные понятия о машинах», докторська дисертація «Динамика неустановившихся процессов в машинах»; монографії «Динамика машин с упругими звеньями», «Гидравлический и пневматический приводы металлургических машин», «Динамика нестационарных процессов в машинах»; статті, доповіді та тези доповідей, конспекти лекцій, рецензії та відгуки С. М. Кожевникова на праці В. М. Потураєва, В. Г. Шальнева, Є. О. Медведева.
Крім того, у розділі є дисертації кандидатів та докторів технічних наук, науковим керівником та консультантом яких був С. М. Кожевников: О. Г. Бондаренка «Исследование и совершенствование  машин для холодной прокатки труб», Ф. К. Іванченка «Исследования динамики металлургического оборудования и ее взаимосвязи с технологическими процессами», В. М. Потураєва «Исследование неустановившихся процессов в главных линиях прокатных станов», О. С. Ткаченка «Динамический анализ и синтез механизмов машин периодического действия», Ф. Ф. Михайленка «Исследование и оптимизация динамических процессов в машинах», В. І. Кликова «Биомеханика локтевого сустава лошади», Д. Д. Тавхелидзе «Динамический анализ и синтез кинематических цепей»; автореферати дисертаційних робіт: К. Пелекуді «К анализу и синтезу комплексных кинематических цепей», О. М. Слюсарєва «Исследование и совершенствование летучих станков для точной резки труб»,  Б. С. Кирилова  «Исследование дополнительных потерь при интенсификации прокатных станов», В. М. Соколенка «Исследование регулируемых приводов дозаторов сыпучих материалов непрерывного действия», В. І. Большакова «Научные основы синтеза систем загрузки доменных печей, разработка и внедрение рациональных режимов работы оборудования».
Крім того розділ містить матеріали II конгресу IFAC в м. Базель (Швейцарія) (програма, тексти доповідей), документи з питань досліджень мостових кранів в СРСР (довідка, висновки та рекомендації, описи свідоцтв на винахід, робочі матеріали та ін.), матеріали з винахідницької діяльності представлені копіями винаходів, авторських свідоцтв, запрошення на ювілеї науковців та довідки про них, візитні картки різних осіб.
Опис № 2 «Біографічні документи, документи з діяльності та фотодокументи, що включає 129 справ за 1910−2006 рр. поділяється на три розділи: Розділ 1. «Біографічні документи», Розділ 2. «Документи з діяльності вченого» та Розділ 3. «Фотодокументи».
До  розділу 1 «Документи С. М. Кожевникова» увійшли: виписка з метричної книги Благовіщенської церкви м. Катеринослава, посвідчення про закінчення школи ФЗУ ім. Петровського, довідка про трудову діяльність у вечірній робочій профтехнічній школі при заводі «Клейтук», трудові списки, розрахункова книжка з Державної сірникової фабрики «Пролетарское Знамя», документи про навчання в МДІПІ, довідки про перебування на посаді доцента кафедри прикладної механіки МАІ, професора кафедри КІЦПФ, особові листки з обліку кадрів, автобіографії, характеристики, особова справа.
Другий розділ «Документи з діяльності» органічно об'єднує три підрозділи та включає документи за 1916−2006 рр. У підрозділі А) «Науково-організаційна діяльність» виокремлені документи: звіт про виробничу практику на сірниковій фабриці «Пролетарское Знамя», документи про відрядження (посвідчення, листування), документи, які висвітлюють діяльність вченого як рецензент наукових праць (договори на рецензування, листування, відзив), документи про участь у всесоюзних наукових конференціях, симпозіумах, семінарах (листи-запрошення, програми, рішення). У розділі представлені документи про роботу С.М. Кожевникова на науково-педагогічних посадах у різних вищих навчальних закладах: витяг з наказу про затвердження на посаді завідувача кафедри теорії механізмів Всесоюзного заочного індустріального інституту, на посаді завідувача кафедри ТММ МАТІ, на посаді завідувача кафедри деталей машин, теорії механізмів та автоматизації металургійного обладнання ДМЕТІ; про участь С.М. Кожевникова в підготовці наукових кадрів (повідомлення, список аспірантів, листування); документи, як члена комісії з перевірки ДМЕТІ та ДІІЗТ тощо.
До опису 3 «Листування» особового фонду  включено епістолярну спадщину вченого. Опис № 3 поділяється на два розділи: Розділ 1. «Листи С. М. Кожевникова»; Розділ 2. «Листи С. М. Кожевникову»
Переважна більшість адресатів та кореспондентів С.М. Кожевникова − аспіранти, винахідники, вчені вищих навчальних закладів, галузевих та академічних НДІ. Серед них вітчизняні науковці, представники наукових кіл колишніх радянських республік та іноземні вчені: вітчизняні науковці – В.Я. Білецький, М.М. Боголюбов, О.А. Грунауер, М.В. Луговцов, О. П. Чекмарьов, Я.Л. Геронімус, О.М. Голубенцев, М. М. Доброхотов, К.І. Заблонського, А.М. Іоффе, В.І. Небеснов, С.В. Серенсен, Ю.І. Черевик, Л. І. Штейнвольф; 2) представників наукових установ колишніх радянських республік – О. Д. Алімов, І. І. Артоболевський, Б. М. Бежанов, Г. Г. Васін, Ю. Г. Гуревич, Л. Т. Дворніков, О. К. Канлибаєв, І. О. Клусов, М. І. Колчін, Г. В. Крейнін, П. О. Лебєдев, Ф. Л. Литвин, О. Г. Озол, Я.Г. Пановко, Л.В. Петрокас, В. С. Поляков, І. П. Спориш, Д. С. Тавхелідзе, Х. Х. Усманходжаєв; 3) іноземних вчених, серед яких науковці Німеччини: Дж. Мюллер (J. Muller), Р. Стейнванд (R. Steiwand), Р. Стейнхарт (R. Steinhardt), Х. Терш (H. Tersch), В. Штюле (W. Stuhler), Г. Юречек (G. Juretzek); США: Дж. Д. Гартог (J. D. Hartog), П. Нільсен (P. Nielsen), Г. Ротбарт (H. Rothbart), Е. Крослі (E. Crossley), В. Л. Старкей (W. L. Starkey), С. Цвікевич (S. Cvikevich), тощо.
Листування з науковцями стосується, головним чином, питань написання, рецензування і публікації наукових праць, участі у наукових конгресах, конференціях, семінарах, підготовки наукових кадрів та обміну науковою літературою між вченими.